# Magazyn Ex
Magazyn Ex – kwartalnik naukowo-techniczny utworzony w roku 2006, poświęcony zagadnieniom związanym z m.in. bezpieczeństwem w strefach zagrożonych wybuchem. Magazyn przeznaczony jest dla projektantów i służb utrzymania ruchu związanych z gazownictwem, przemysłem rafineryjnym i chemicznym, jak również farmacją.
Kwartalnik porusza zagadnienia:
- eksploatacyjne, związane z doborem i obsługą urządzeń w strefach zagrożonych wybuchem
- prawne, związane z normami opracowywanymi przez Europejski Komitet Normalizacyjny Elektrotechniki (CENELEC)
- prawne, związane z działalnością światowego schematu certyfikacyjnego IECEx
- technologiczne, np. ogrzewanie fundamentów zbiorników LNG, czy ogrzewanie elektryczne w procesie produkcji biodiesla

## Główne działy
- Produkty, nowości
- Strefy Ex
- Aplikacje
- Detekcja i pomiary
- Wydarzenia
- Nauka-technika
- Automatyka
- Technika grzewcza
- Zapowiedzi

## Znani współpracownicy i autorzy
- Grzegorz Kulczykowski – redaktor prowadzący[2] – Automatic Systems Engineering
- prof. Paweł Krzystolik – GIG Kopalnia Doświadczalna "Barbara"
- Michał Górny – UDT
- prof. Kazimierz T. Kosmowski – Politechnika Gdańska
- Marcin Marucha – PENTAIR
- Roman Stadnicki – SITPChem o/ Tarnów
- Bolesław Dudojć – Akademia Morska w Gdyni
- Thorsten Arnold – R. Stahl Schaltgeräte
- Marek Piętka – PENTAIR
- Mariusz Sypuła – Automatic Systems Engineering
- Grzegorz Czesnowski – Automatic Systems Engineering
- Paweł Wąsowicz – BATiP
- prof. Kazimierz Lebecki – Wyższa Szkoła Bezpieczeństwa i Ochrony Pracy
- Tomasz Barnert – Automatic Systems Engineering
- Łukasz Żyliński – Automatic Systems Engineering

"Magazyn Ex" objął patronatem trzy konferencje tematyczne:
- Zbiorniki, Rurociągi, Instalacje (Toruń, styczeń)
- ATEX ENERGO (Sopot, marzec)
- Strefy Ex (Sopot, październik)

oraz inne ważne wydarzenia branżowe – regionalne, krajowe i międzynarodowe.
Począwszy od roku 2008 redakcja Magazynu Ex przyznaje tytuł Człowieka Roku dla osób zasłużonych dla promocji i wdrożeń związanych z bezpieczeństwem technicznym i przemysłowym. Tytuł przyznawany jest w kategoriach: nauka, przemysł, a od roku 2010 również za całokształt osiągnięć. Laureaci w poszczególnych latach to:
- Za rok 2008
  - w kategorii nauka     – prof. Adam Markowski – Politechnika Łódzka
  - w kategorii przemysł  – Stanisław Nowak – Grupa LOTOS
- Za rok 2009
  - w kategorii nauka     – Wojciech Kwiatkowski – GIG Kopalnia Doświadczalna "Barbara"
  - w kategorii przemysł  – Zenon Praczyk – SITP o/Wielkopolski
- Za rok 2010
  - w kategorii nauka     – prof. Andrzej Sowa – Politechnika Białostocka
  - w kategorii przemysł  – Roman Stadnicki – SITPChem o/ Tarnów
  - za całokształt osiągnięć – prof. Jerzy Frączek – Politechnika Śląska
- Za rok 2011
  - w kategorii nauka     – prof. Kazimierz Lebecki – WSBiOP Katowice
  - w kategorii przemysł  – Jarosław Kamiński – ORLEN Automatyka
- Za rok 2012
  - w kategorii nauka     – Dr inż. Jan Maria Kowalski – Instytut Przemysłu Organicznego w Warszawie
  - w kategorii przemysł  – prof. Thorsten Arnhold – R. STAHL, IECEx
  - za całokształt osiągnięć – prof. Paweł Krzystolik – GIG Kopalnia Doświadczalna "Barbara"
- Za rok 2013
  - w kategorii nauka     – Dr inż. Michał Górny – UDT
  - w kategorii przemysł  – Grzegorz Błędowski – GRUPA LOTOS S.A.
- Edycja 2015 (zmieniono notację przyznawania tytułu Człowiek Roku)
  - w kategorii nauka     – Dr inż. Bolesław Dudojć – Akademia Morska w Gdyni
  - w kategorii przemysł  – Tomasz Cicherski – Teknos Oliva
- Edycja 2016
  - w kategorii nauka     – Dr Agnieszka Gajek – Centralny Instytut Ochrony Pracy PIB
  - w kategorii przemysł  – Roman Korzeniowski – Grupa Żywiec S.A. Browar Elbląg
  - Edycja 2017
    - w kategorii nauka     – Dr inż. Andrzej Tyszecki  – Eko-Konsult  BPD
    - w kategorii przemysł  – Jan Milczewski  – Naftoport Sp. z o.o.